# HD 85390
HD 85390 — звезда, которая находится в созвездии Паруса на расстоянии около 110 световых лет от нас. Вокруг звезды обращается, как минимум, две планеты. В 2019-м году решением МАС звезде было присвоено имя   Наташа.

## Характеристики
HD 85390 представляет собой оранжевый карлик 8,54 видимой звёздной величины, и не видна невооружённым глазом; впервые в астрономической литературе упоминается в каталоге Генри Дрейпера, изданном в начале XX века. Её масса равна 76% массы Солнца. Температура поверхности составляет приблизительно 5186 кельвинов. Светимость звезды равна 43% солнечной.

## Планетная система
В 2009 году астрономы, работающие со спектрографом HARPS, объявили об открытии планеты HD 85390 b в системе. Она имеет массу, равную 13% массы Юпитера и обращается на расстоянии 1,52 а.е. от родительской звезды. Год на планете длится 788 суток. В настоящее время имеется официальное название Мадалитсо.
Вторую планету, HD 85390 c, открыли в 2013 году. Её орбита лежит дальше — на расстоянии 4,23 а.е. Масса планеты составляет 20% массы Юпитера. Ниже представлена сводная таблица характеристик обеих планет.